# 1960年オーストラリア選手権 (テニス)
1960年 オーストラリア選手権（1960ねんオーストラリアせんしゅけん、1960 Australian Championships）に関する記事。オーストラリア・ブリスベン市内にある「ミルトン・テニスクラブ」にて開催。

## 大会の流れ
- 男子シングルス・女子シングルスとも「32名」の選手による5回戦制で行われ、シード選手は8名であった。

## シード選手

### 男子シングルス
1. ニール・フレーザー　（準優勝）
2. ロイ・エマーソン　（ベスト4）
3. ロッド・レーバー　（初優勝）
4. ロバート・マーク　（ベスト8）
5. マーティン・マリガン　（ベスト8、途中棄権）
6. ボブ・ヒューイット　（ベスト4）
7. ロバート・ハウ　（2回戦）
8. トレバー・ファンカット　（2回戦）

### 女子シングルス
1. マリア・ブエノ　（ベスト8）
2. クリスティン・トルーマン　（ベスト4）
3. ジャン・レヘイン　（準優勝）
4. メアリー・カーター・レイタノ　（ベスト4）
5. ロレイン・ロビンソン　（ベスト8）
6. ベバリー・レイ　（2回戦）
7. マーガレット・スミス　（初優勝）
8. ベティ・ホルスタイン　（2回戦）

## 大会経過

### 男子シングルス
準々決勝
- ニール・フレーザー vs.  ジョン・ピアース　4-6, 7-5, 6-3, 6-8, 6-2
- ボブ・ヒューイット vs.  ロバート・マーク　12-10, 6-2, 6-1
- ロッド・レーバー vs.  ケン・フレッチャー　6-3, 8-6, 4-6, 6-4
- ロイ・エマーソン vs.  マーティン・マリガン　6-4, 6-1 （途中棄権）

準決勝
- ニール・フレーザー vs.  ボブ・ヒューイット　8-6, 6-4, 11-9
- ロッド・レーバー vs.  ロイ・エマーソン　4-6, 6-1, 9-7, 3-6, 7-5

### 女子シングルス
準々決勝
- マーガレット・スミス vs.  マリア・ブエノ　7-5, 3-6, 6-4
- メアリー・カーター・レイタノ vs.  メアリー・ベヴィス・ホートン　6-2, 8-6
- ジャン・レヘイン vs.  ロレイン・ロビンソン　6-1, 6-1
- クリスティン・トルーマン vs.  フェイ・ミュラー　6-0, 6-0

準決勝
- マーガレット・スミス vs.  メアリー・カーター・レイタノ　7-5, 2-6, 6-2
- ジャン・レヘイン vs.  クリスティン・トルーマン　7-5, 3-6, 7-5

## 決勝戦の結果
- 男子シングルス： ロッド・レーバー vs.  ニール・フレーザー　5-7, 3-6, 6-3, 8-6, 8-6
- 女子シングルス： マーガレット・スミス vs.  ジャン・レヘイン　7-5, 6-2
- 男子ダブルス： ロッド・レーバー＆ ロバート・マーク vs.  ロイ・エマーソン＆ ニール・フレーザー　1-6, 6-2, 6-4, 6-4
- 女子ダブルス： マリア・ブエノ＆ クリスティン・トルーマン vs.  ロレイン・ロビンソン＆ マーガレット・スミス　6-2, 5-7, 6-2
- 混合ダブルス： トレバー・ファンカット＆ ジャン・レヘイン vs.  ロバート・マーク＆ メアリー・カーター・レイタノ　6-2, 7-5